# 鳥取県道235号本泉大瀬線
鳥取県道235号本泉大瀬線（とっとりけんどう235ごう もといずみおおぜせん）は、鳥取県東伯郡三朝町を通る、かつて存在した一般県道である。

## 概要
東伯郡三朝町本泉から東伯郡三朝町大瀬に至る。
2017年（平成29年）3月31日、鳥取県告示第235号により廃止され、三朝町に移管された。

### 路線データ
- 起点：鳥取県東伯郡三朝町大字本泉（本泉交差点、鳥取県道205号木地山倉吉線交点）
- 終点：鳥取県東伯郡三朝町大字大瀬（三朝町役場前交差点、鳥取県道21号鳥取鹿野倉吉線交点）

## 歴史
- 2017年（平成29年）3月31日 - 鳥取県告示第235号により廃止され、三朝町に移管された[1]。

## 路線状況

### 道路施設

#### 橋梁
- 賀茂橋（三徳川、東伯郡三朝町）

## 地理

### 通過していた自治体
- 鳥取県
  - 東伯郡三朝町

### 交差していた道路
| 交差していた道路           | 交差していた場所 | 交差していた場所          |
| -------------------------- | ---------------- | ------------------------- |
| 鳥取県道205号木地山倉吉線  | 大字本泉         | 本泉交差点 / 起点         |
| 鳥取県道21号鳥取鹿野倉吉線 | 大字大瀬         | 三朝町役場前交差点 / 終点 |

### 沿線
- 三朝町立三朝小学校
- 三朝郵便局
- 三朝町役場